# レー (インドの都市)
レー（チベット語：གླེ་;、ワイリー方式：Gle、英：Leh）は、インド北部のラダック連邦直轄領（旧ジャンムー・カシミール州）最大の中心都市。商業・交通の中心地である。ラダック自治山間開発会議の議会がある旧王都である。主な産業は農業・観光である。

## 概要
チベット文化圏に属し、大部分がチベット民族である。そのため、「インドのチベット」とも呼ばれる場合がある。標高は約3650m。交通は不便で通常デリーから空路1時間でレー空港に降り立つことになる。タクランラ峠（タグランラ峠、またはトンブラ峠とも。標高5360m）越えの陸路（約22時間）は夏季しか通じない。

## 地理
レーは標高3,650mに位置し、山々に囲まれている。主要なアクセス道路には、レーとスリナガルを結ぶ434 kmのスリナガル-レーハイウェイと、マナリとレーを結ぶ473kmのレー-マナリハイウェイがある。どちらの道路も5月初旬ごろから10月末頃まで開通している。スリナガルとマナリからのアクセス道路は冬に雪で塞がれることが多いが、インダス渓谷の地方道路は降水量と降雪量が少ないため、通常は開いたままである。現在、新たなニンム-パドゥム-ダルチャ道路を建設中である。

## 気候
レーはケッペンの区分上、寒い砂漠気候（ケッペンの気候区分 BWk）に属する。11月下旬から3月上旬にかけて長く寒い冬があり、冬のほとんどの最低気温は氷点下をはるかに下回る。冬の間、街は時折降雪し、残りの月の天気は、日中は一般的に晴れて暖かい。平均年間降雨量はわずか100mm程度。2010年、レーで鉄砲水が起こり100人以上が死亡した。
| レー (1951–1980)の気候                | レー (1951–1980)の気候 | レー (1951–1980)の気候 | レー (1951–1980)の気候 | レー (1951–1980)の気候 | レー (1951–1980)の気候 | レー (1951–1980)の気候 | レー (1951–1980)の気候 | レー (1951–1980)の気候 | レー (1951–1980)の気候 | レー (1951–1980)の気候 | レー (1951–1980)の気候 | レー (1951–1980)の気候 | レー (1951–1980)の気候 |
| 月                                    | 1月                    | 2月                    | 3月                    | 4月                    | 5月                    | 6月                    | 7月                    | 8月                    | 9月                    | 10月                   | 11月                   | 12月                   | 年                     |
| ------------------------------------- | ---------------------- | ---------------------- | ---------------------- | ---------------------- | ---------------------- | ---------------------- | ---------------------- | ---------------------- | ---------------------- | ---------------------- | ---------------------- | ---------------------- | ---------------------- |
| 最高気温記録 °C （°F）                | 8.3 (46.9)             | 12.8 (55)              | 19.4 (66.9)            | 23.9 (75)              | 28.9 (84)              | 34.8 (94.6)            | 34.0 (93.2)            | 34.2 (93.6)            | 30.6 (87.1)            | 25.6 (78.1)            | 20.0 (68)              | 12.8 (55)              | 34.8 (94.6)            |
| 平均最高気温 °C （°F）                | −2.0 (28.4)            | 1.5 (34.7)             | 6.5 (43.7)             | 12.3 (54.1)            | 16.2 (61.2)            | 21.8 (71.2)            | 25.0 (77)              | 25.3 (77.5)            | 21.7 (71.1)            | 14.6 (58.3)            | 7.9 (46.2)             | 2.3 (36.1)             | 12.8 (55)              |
| 平均最低気温 °C （°F）                | −14.4 (6.1)            | −11.0 (12.2)           | −5.9 (21.4)            | −1.1 (30)              | 3.2 (37.8)             | 7.4 (45.3)             | 10.5 (50.9)            | 10.0 (50)              | 5.8 (42.4)             | −1.0 (30.2)            | −6.7 (19.9)            | −11.8 (10.8)           | −1.3 (29.7)            |
| 最低気温記録 °C （°F）                | −28.3 (−18.9)          | −26.4 (−15.5)          | −19.4 (−2.9)           | −12.8 (9)              | −4.4 (24.1)            | −1.1 (30)              | 0.6 (33.1)             | 1.5 (34.7)             | −4.4 (24.1)            | −8.5 (16.7)            | −17.5 (0.5)            | −25.6 (−14.1)          | −28.3 (−18.9)          |
| 雨量 mm （inch）                      | 9.5 (0.374)            | 8.1 (0.319)            | 11.0 (0.433)           | 9.1 (0.358)            | 9.0 (0.354)            | 3.5 (0.138)            | 15.2 (0.598)           | 15.4 (0.606)           | 9.0 (0.354)            | 7.5 (0.295)            | 3.6 (0.142)            | 4.6 (0.181)            | 105.5 (4.154)          |
| 平均降雨日数                          | 1.3                    | 1.1                    | 1.3                    | 1.0                    | 1.1                    | 0.4                    | 2.1                    | 1.9                    | 1.2                    | 0.4                    | 0.5                    | 0.7                    | 13.0                   |
| % 湿度                                | 51                     | 51                     | 46                     | 36                     | 30                     | 26                     | 33                     | 34                     | 31                     | 27                     | 40                     | 46                     | 37.6                   |
| 出典：India Meteorological Department |                        |                        |                        |                        |                        |                        |                        |                        |                        |                        |                        |                        |                        |

## 農業
レーは平均標高約3500メートルに位置しているため、ほとんどの地域で年間1作物しか栽培できない。主な作物は裸大麦（Hordeum vulgare L. var. nudum Hook. f.） 。レーの人は主食として大麦からツァンパを作る。ラダックの農業用水は、大麦畑が灌漑を最も必要としている3月と4月に不足するインダス川から供給される。

## 観光など
レーには300近くの宿泊施設がある。また、市内にはタクシーや旅行会社が多く、ラダックの観光の起点になる。
- レー王宮（レーパレス） - レーの丘の上にある宮殿。1600年頃にセンゲナムゲルによって建設された。高さは9階建てで、上層階は王室、下層階は厩舎と貯蔵室であった。宮殿の多くは劣化した状態にあり、室内装飾はほとんど残っていない。入口には木造の立派な門があり、彫刻も細かく施されている。複雑なデザインの450年以上前のチベットのタンカや絵画は、砕いたり粉にした宝石や石に由来する明るい色を今でも保持している。宮殿の土台の周りの建造物には、著名なナムギャル仏舎利塔、カラフルな壁画のチャンダジクゴンパ、1430年のチャンバラカンがあり、内壁と外壁の間に中世の壁画の断片がある。一説にラサにあるポタラ宮の建設の際に、モデルになったといわれている。現在旧王族はレーパレスには住んでおらず、レーの南側にある町に住んでいる。近年観光のためレーパレスがライトアップされ、修復も進められている。今のところ内部は廃墟だが、有料で内部を拝観できる。レーの町を見渡せるテラスまではぐらぐらしたはしごを登りながら行くことが出来る。
- レーの旧市街 - 古くからの建築様式が残る旧市街。気候変動やその他の理由による降雨量の増加により、ワールドモニュメント基金の最も絶滅の危機に瀕している100の場所のリストに追加されている。
- メインバザール - 2016年～2018年に大改修された。スーパーマーケット、露店、トレッキンググッズ、パシュミナなどの洋品店が並ぶ。
- ジャマーマスジッド - レーのメインバザールの一角にあるムスリムのための教会。近くにはムスリムがつくるパン屋がある。
- ナムギャルツェモゴンパ - ラダックのタシナムゲル王によって1430年に設立され、弥勒仏の3階建ての高金像と、古代の写本やフレスコ画がある。
- シャンティストゥーパ - 1991年に日本の中村行明によって建てられた。ダライ・ラマ14世によって祀られている仏陀の遺物が保存されている。 仏舎利塔の周りは見晴らしが良いため観光名所になっている。
- サンカゴンパ - レー北部にあるゴンパ。レーから徒歩30分ほど。
- ラダックマラソン - レーで開催される国際マラソン。最も標高が高い地で行われるマラソンともいわれる。ラダック自治山開発評議会（LAHDC）の支援を受けて、インドのリモエクスペディションが主催。
- ダトゥン サヒブ - レーのメインバザール近くにある聖木。

## ギャラリー

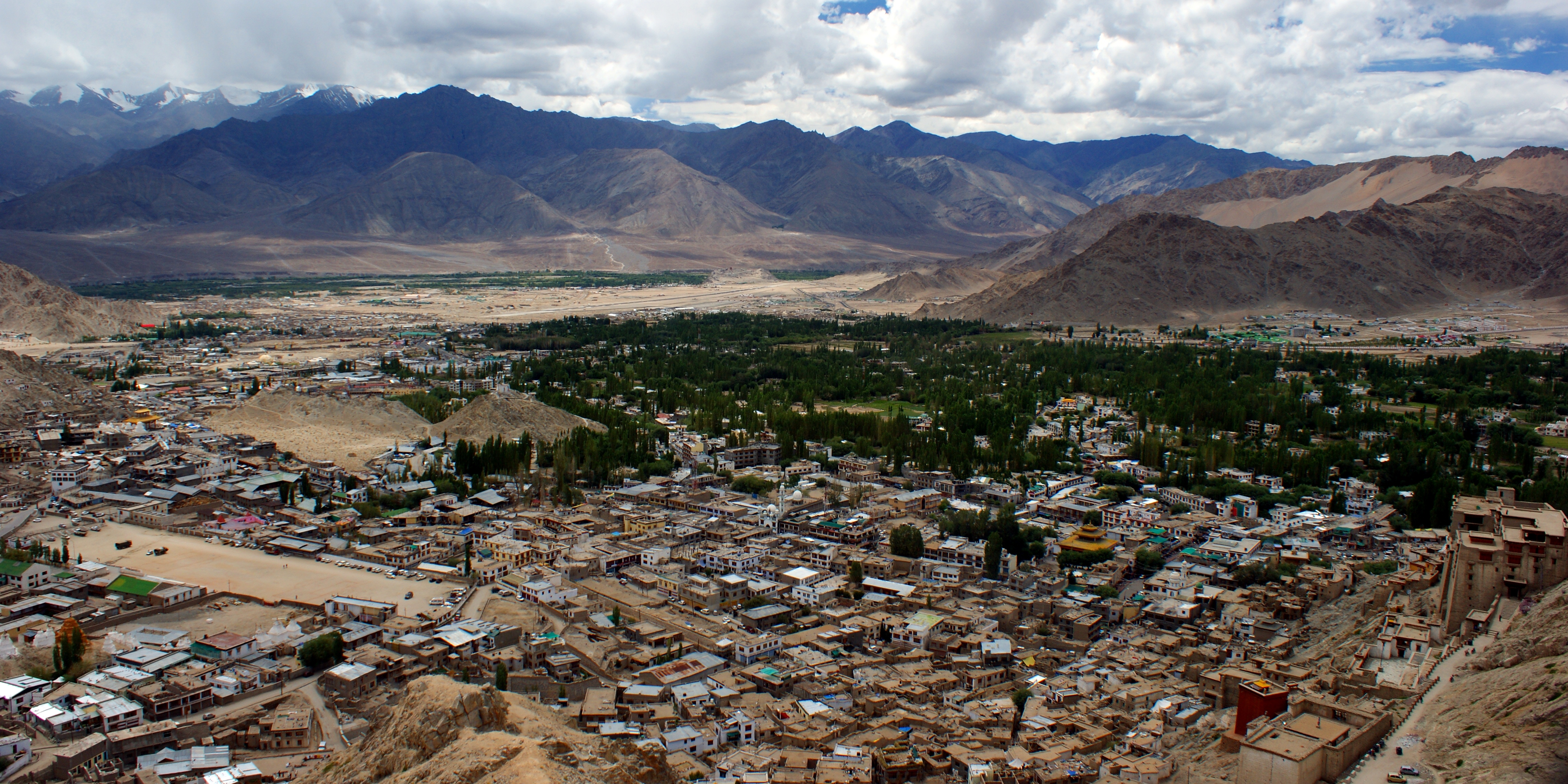
レーの街
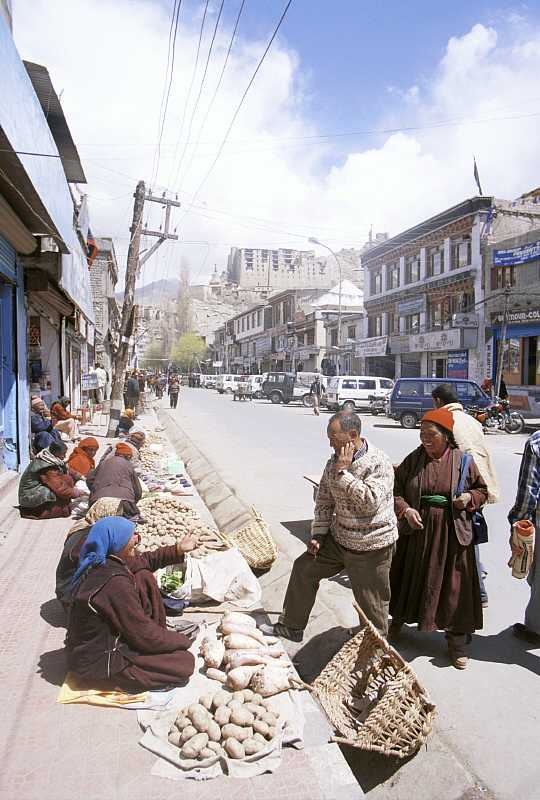
レーのメインバザール。奥に見えるのがレーパレス。
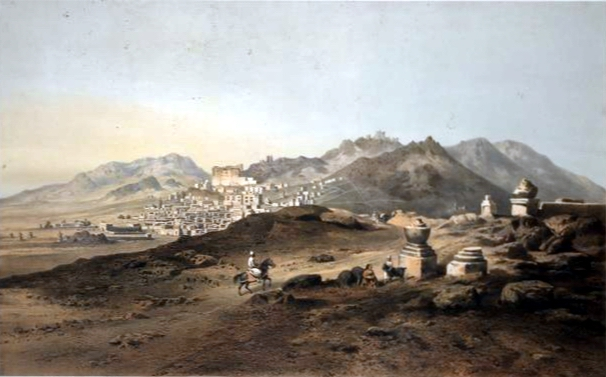
1857年のレー王宮
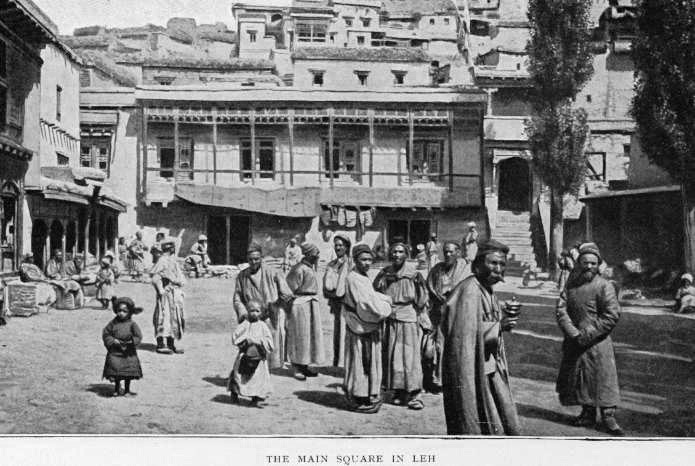
1909年のメインバザール
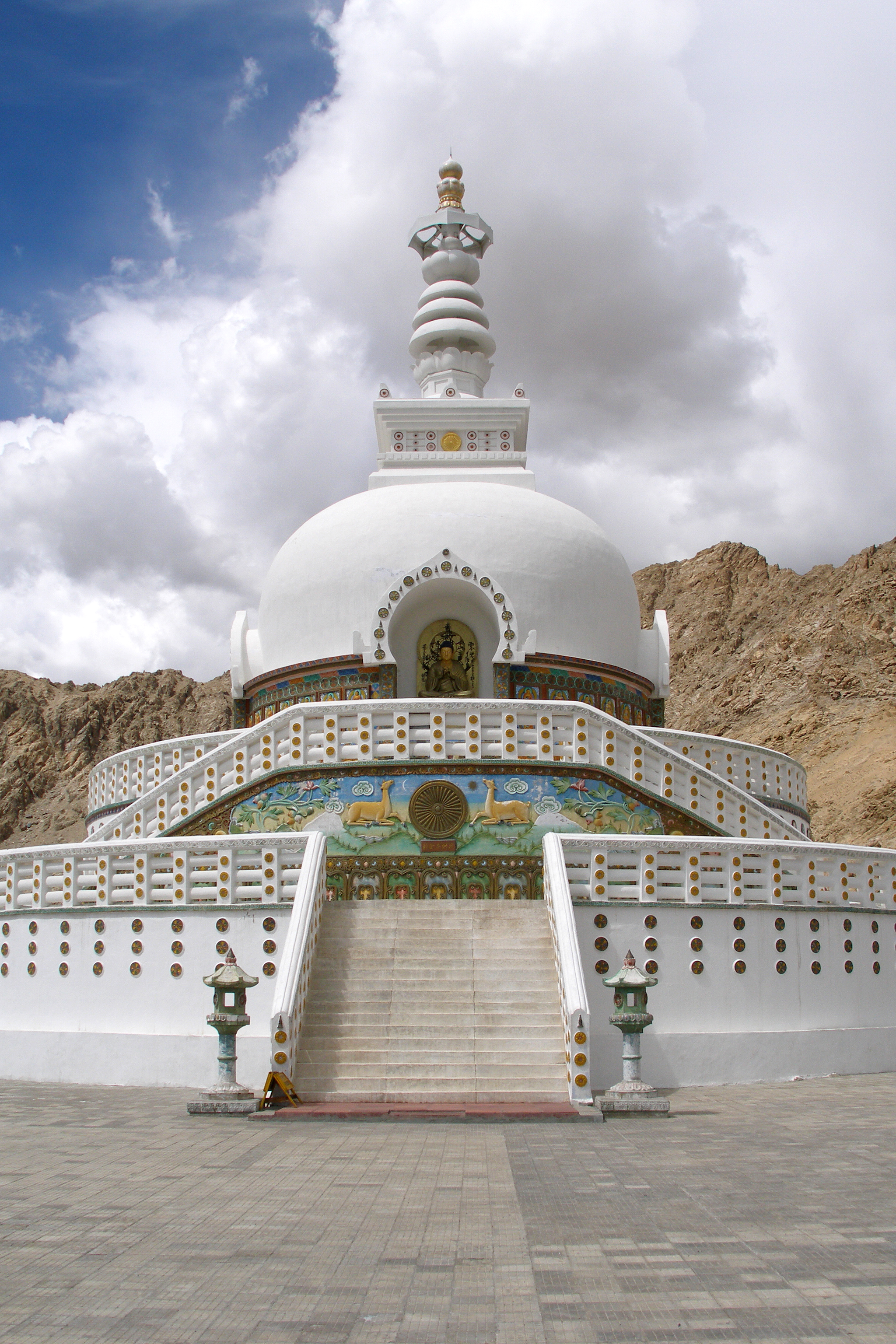
シャンティストゥーパ
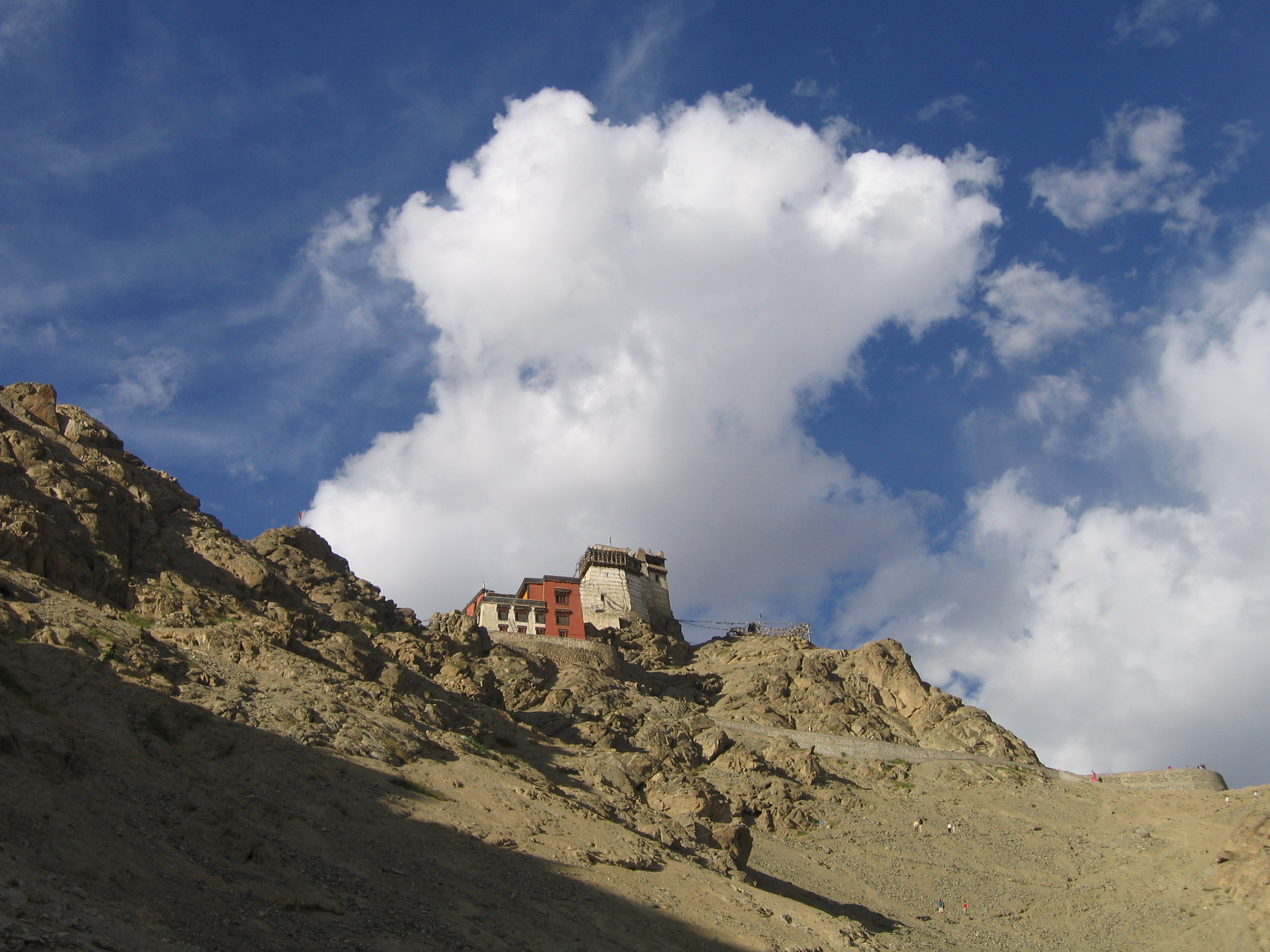
ナムギャルチェモゴンパ
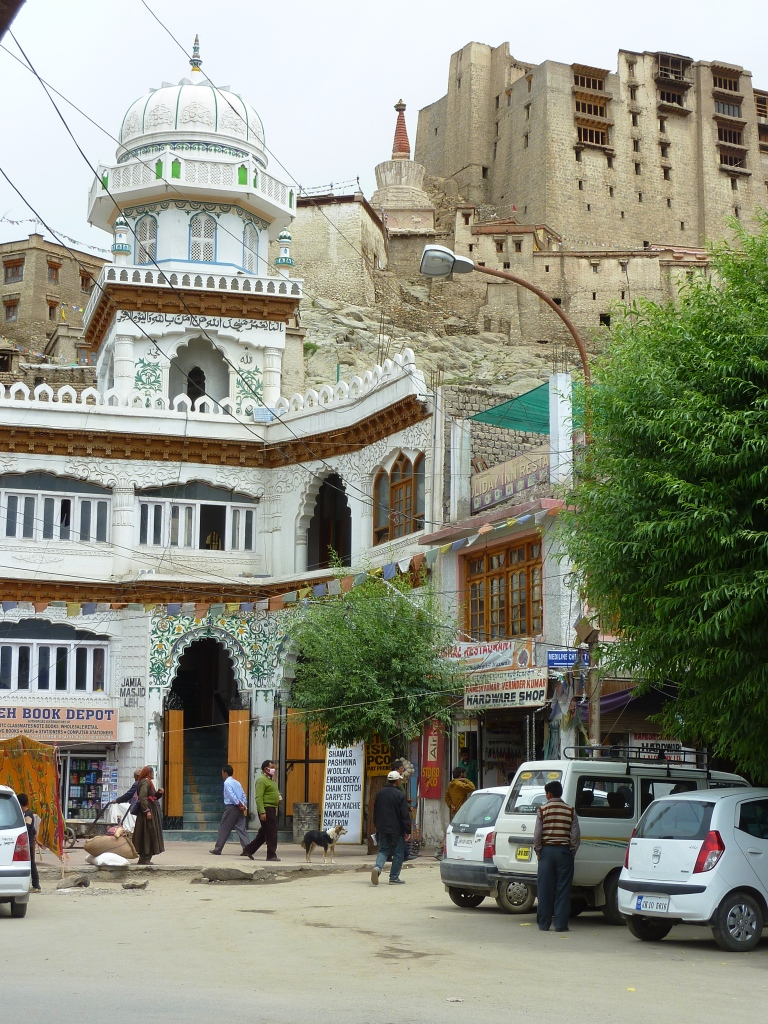
ジャマーマスジッド
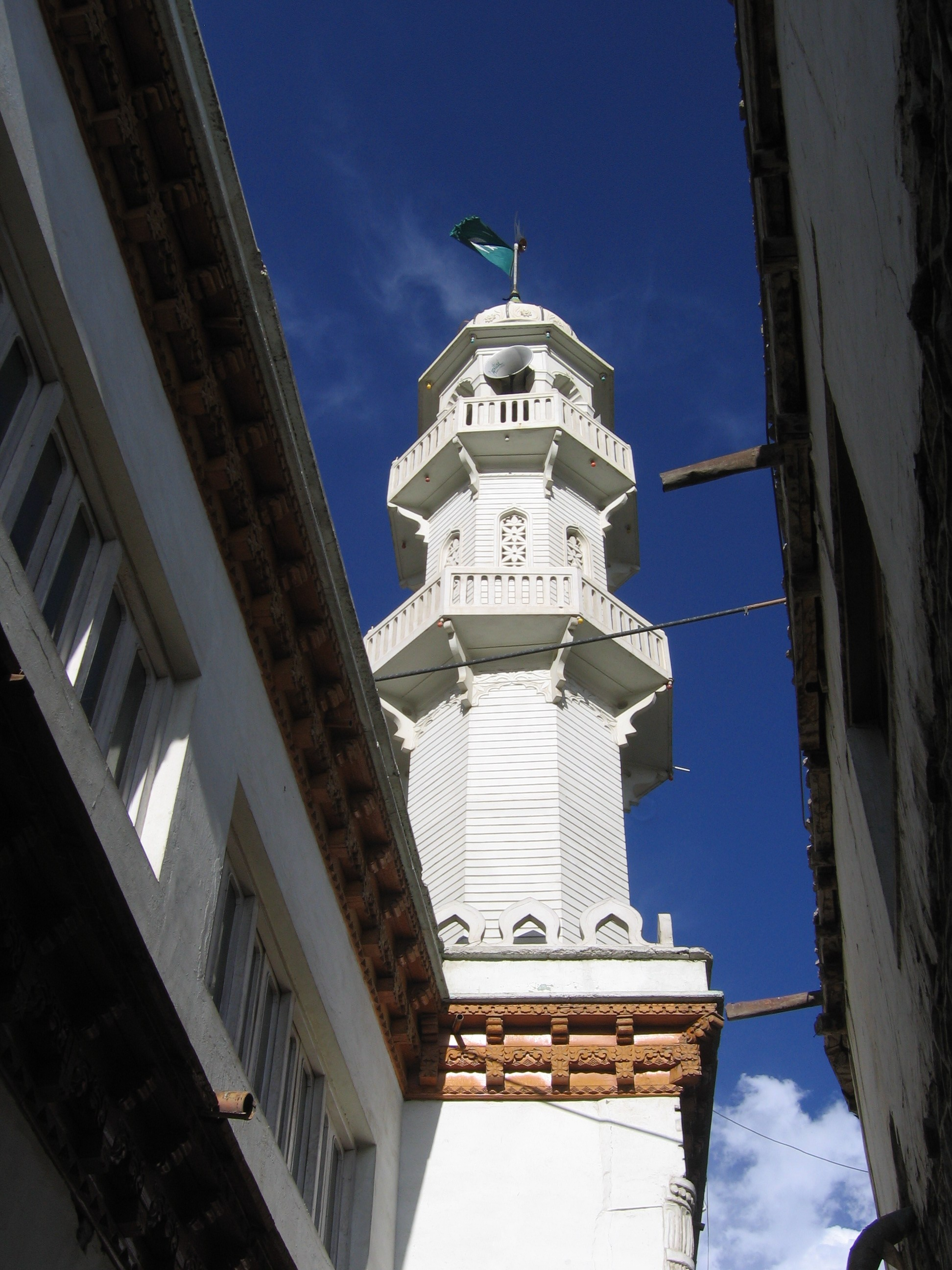
ジャマーマスジッド
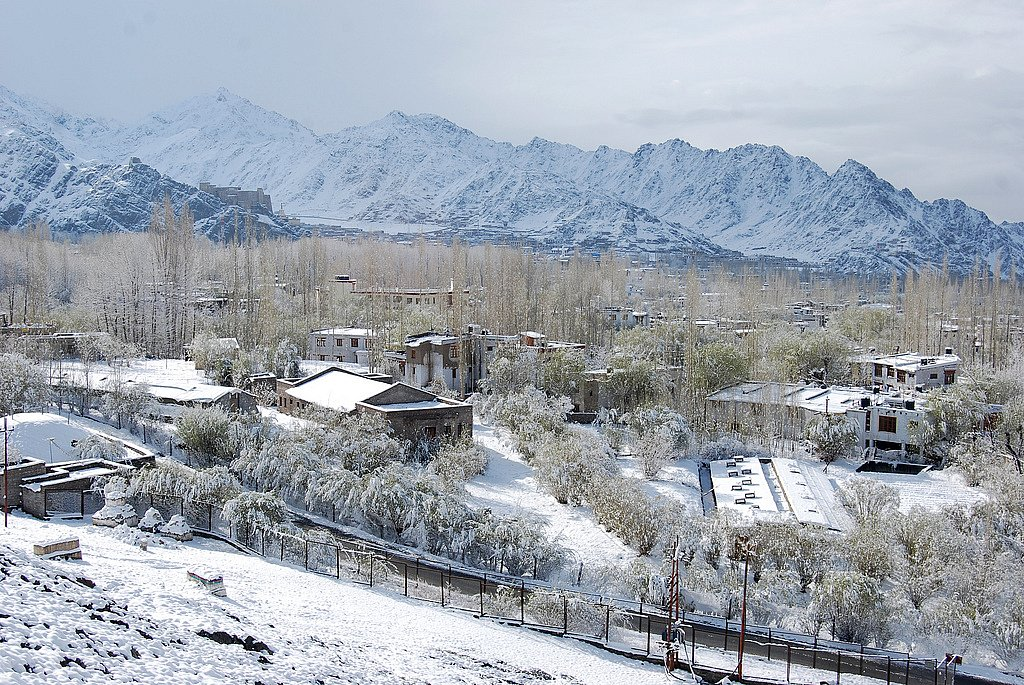
冬のレー
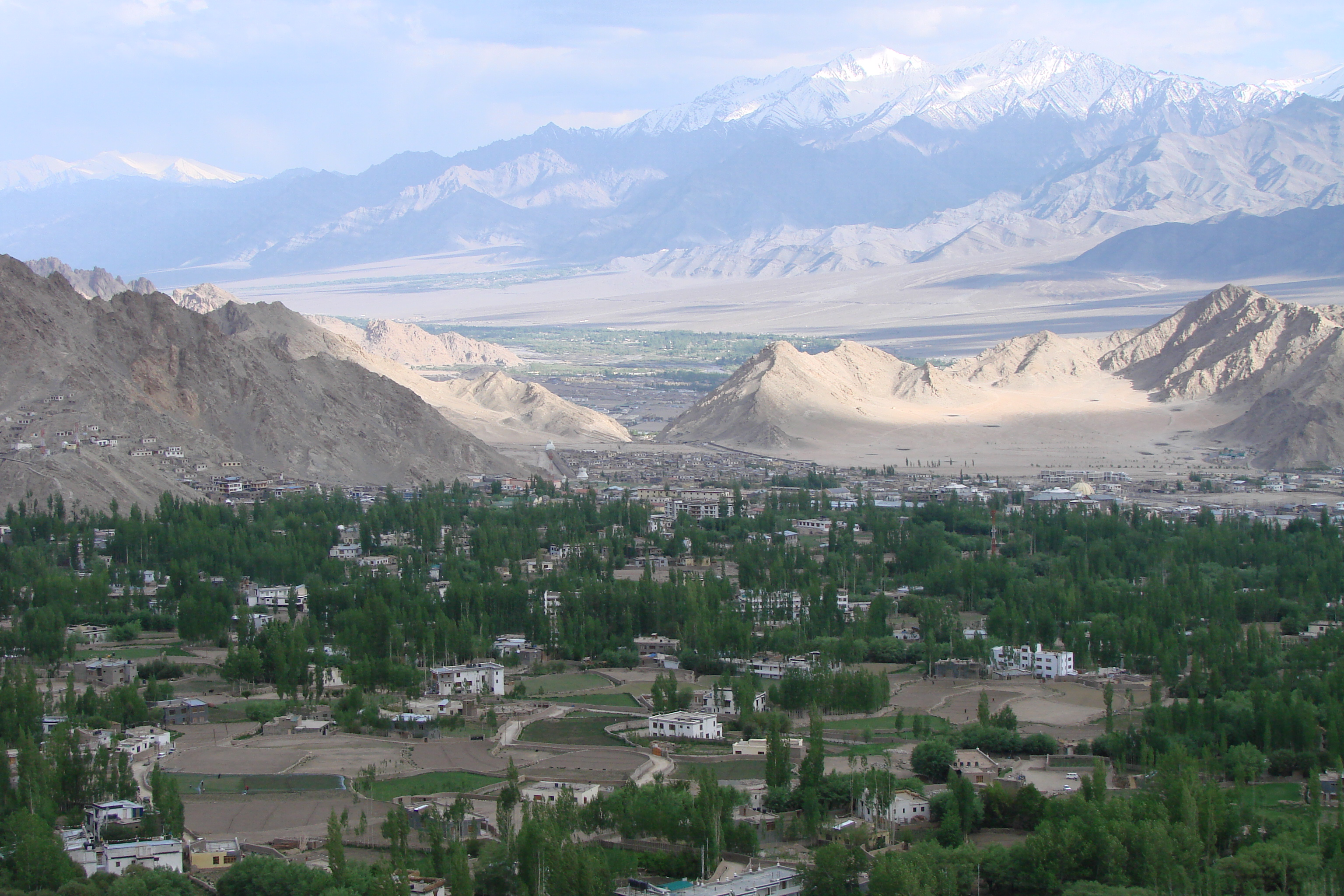
シャンティストゥーパからの眺め
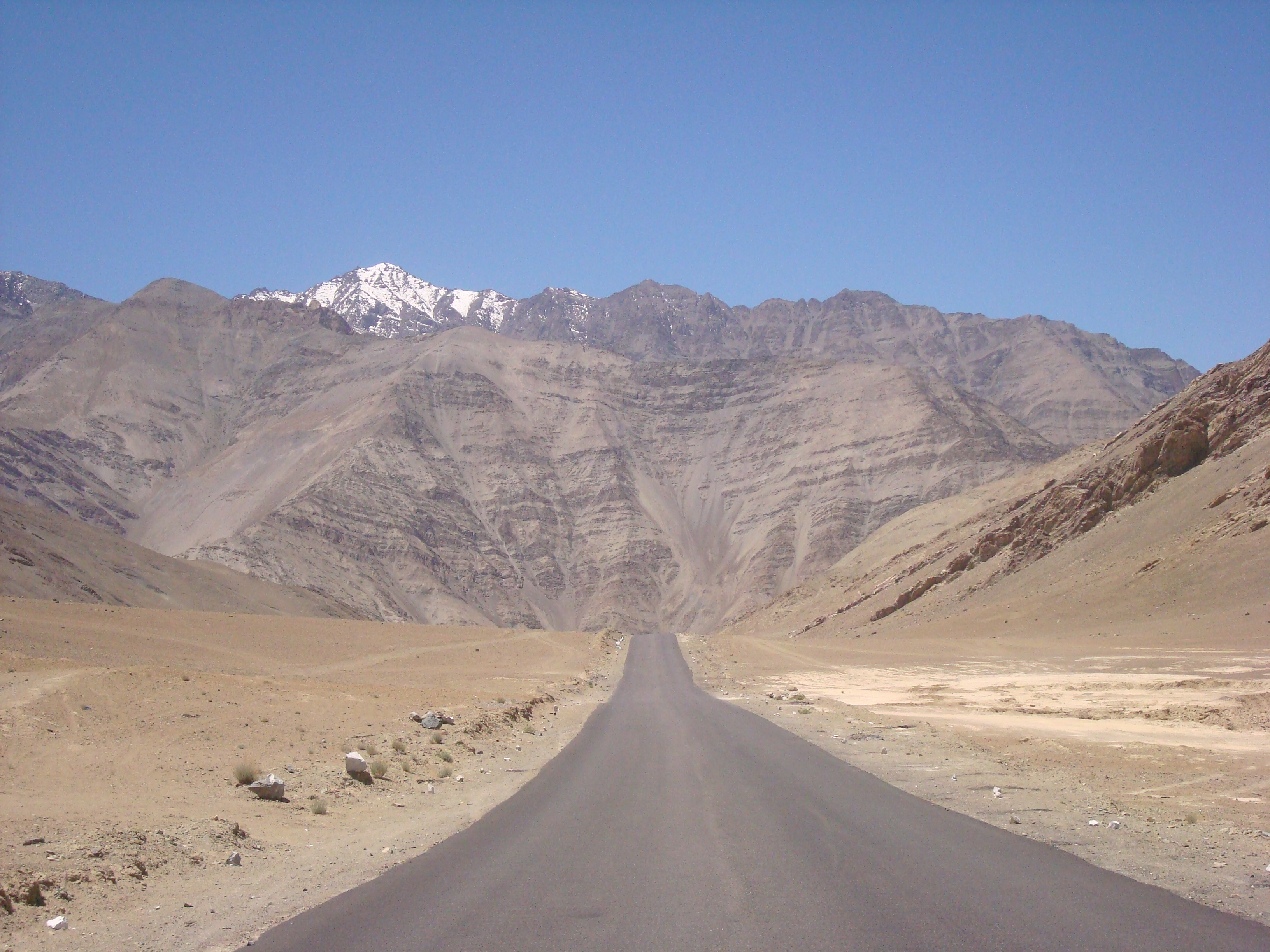
マグネティックヒル